# 킴보 슬라이스
케빈 퍼거슨(Kevin Ferguson, 1974년 2월 8일 ~ 2016년 6월 6일), 킴보 슬라이스(Kimbo Slice)라는 이름으로 더 잘 알려진 바하마 출신 미국의 종합격투기 선수이자 권투 선수이다. 원래 길거리 파이터로 잘 알려져 있었다.
길거리 싸움꾼을 그만두고, 2007년에 EliteXC와 프로 계약을 맺었다. 이후 2009년에 The Ultimate Fighter: Heavyweights에서 로이 넬슨에게 패하였다. 2009년 12월, UFC 데뷔전인 The Ultimate Fighter : Heavyweights Finale에서 휴스턴 알렉산더에 판정승을 거두며 승리했다. 하지만 그 이후 지속적인 부진으로 퇴출당하고 중소단체를 전전하다가 2016년 6월 6일 심장마비로 사망하였다.